# Wanda Laskowska
Wanda Laskowska (ur. 2 października 1920 w Warszawie, zm. 30 grudnia 2016) – polska reżyserka teatralna i telewizyjna.

## Życiorys
Studiowała aktorstwo w Studiu Teatralnym Iwo Galla (na roku z Barbarą Krafftówną), reżyserię w PWST w Warszawie oraz historię sztuki na Uniwersytecie Warszawskim. Zadebiutowała 1 czerwca 1952 roku reżyserią Ich czworo Gabrieli Zapolskiej w warszawskim Teatrze Współczesnym. W trakcie studiów w Państwowej Wyższej Szkole Teatralnej w Warszawie wspólnie z Jerzym Krasowskim i Konradem Swinarskim była asystentką Bohdana Korzeniewskiego. Zasłynęła jako wszechstronna reżyserka, tłumaczka dramatów Luigiego Pirandella oraz popularyzatorka twórczości Tadeusza Różewicza i Stanisława Ignacego Witkiewicza.
W 1960 w Teatrze Dramatycznym w Warszawie wyreżyserowała prapremierę Kartoteki Tadeusza Różewicza, a w 1983 w szczecińskim Teatrze Polskim wystawiła drugą w historii polskiego teatru adaptację Ulissesa Jamesa Joyce’a. Wyreżyserowała kilkadziesiąt spektakli Teatru Telewizji oraz około stu dwudziestu spektakli, między innymi, w takich teatrach jak Teatr Narodowy, Teatr Ateneum w Warszawie, Teatr Polski w Warszawie, Teatr Powszechny w Warszawie, Stary Teatr im. Heleny Modrzejewskiej w Krakowie, Teatr Nowy w Łodzi, Teatr Polski w Poznaniu, Teatr Śląski, a także za granicą na deskach teatru w Erywaniu (Armenia).
Zmarła 30 grudnia 2016 w wieku 96 lat.
Twórczością Laskowskiej zajmuje się, między innymi, dr Joanna Krakowska z Instytutu Sztuki PAN.